# 松帆崎

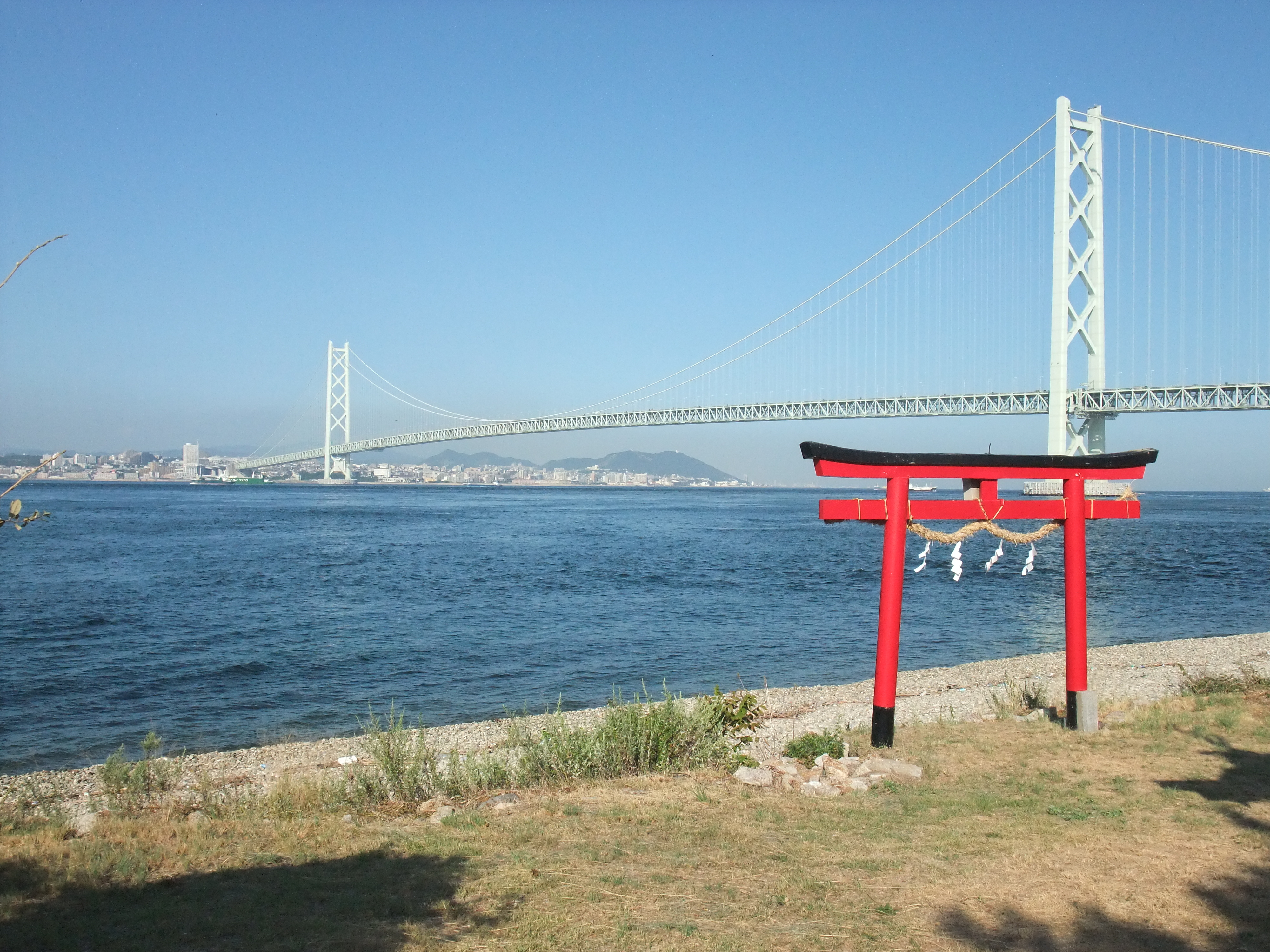
松帆の浦と明石海峡大橋

松帆崎（まつほざき）は、淡路島北端の岬。兵庫県淡路市岩屋に位置し、明石海峡に面する。北緯34度36分32秒 東経135度0分10秒。松帆崎と明石市の朝霧川河口左岸を結ぶ線より東が大阪湾、西が播磨灘となる。
1945年（昭和20年）12月9日、ここの沖合でせきれい丸沈没事故が発生し、明石海峡大橋架橋の契機となった。

## 地理・文化
松林が付近一帯を覆い、松帆の浦と呼ばれる。古来からの潮待ち・風待ちの地で、歌枕として和歌にも詠まれている。
付近には勝海舟が設置した砲台の徳島藩松帆台場跡（国の史跡）が残る。岬の西には1871年（明治4年）以来の歴史を持つ江埼灯台がある。岬の南東には1998年（平成10年）に開通した明石海峡大橋のアンカレイジがあり、道の駅あわじが併設されている。

## 付近の観光地
- 松帆の浦
- 徳島藩松帆台場跡
- 江埼灯台
- 道の駅あわじ

## 交通
- JR山陽本線舞子駅及び山陽電鉄舞子公園駅からバス
- 明石港からフェリーで岩屋港へ。岩屋港からバス（淡路交通）
- 神戸淡路鳴門自動車道淡路ICから国道28号及び兵庫県道31号福良江井岩屋線

座標: 北緯34度36分32秒 東経135度0分10秒 / 北緯34.60889度 東経135.00278度